# Meghan O’Hara (Regisseurin, I)
Meghan O’Hara (* im 20. Jahrhundert) ist eine US-amerikanische Filmproduzentin und Regisseurin im Bereich des Dokumentarfilms.

## Leben
Mehrfach arbeitete sie mit Regisseur Michael Moore zusammen. Gemeinsam waren sie bei der Oscarverleihung 2008 für Sicko in der Kategorie Bester Dokumentarfilm für den Oscar nominiert. Sie gewannen einen Gotham Award und erhielten einen Producers Guild of America Award. Der Film thematisiert den Zustand des Gesundheitssystems der Vereinigten Staaten. Ihre erste Zusammenarbeit erfolgte bei Bowling for Columbine aus dem Jahr 2002.
2016 veröffentlichte sie den von ihr inszenierten Dokumentarfilm The C Word, in dem sie ihre eigene Krebserkrankung thematisiert und auf einer höheren gesellschaftlichen Ebene behandelt, in dem sie sich mit dem Blick auf Krebs auseinandersetzt und diesbezüglich den westlichen Lebensstil näher beleuchtet. Als Erzähler konnte sie Morgan Freeman gewinnen. Als sie 37 Jahre alt war, wurde ihre Erkrankung diagnostiziert.
O’Hara gründete die Produktionsfirma HonestEngineTV.

## Filmografie (Auswahl)
- 2007: Sicko
- 2013: 12-12-12
- 2016: The C Word
- 2018: Fahrenheit 11/9